# Nội các Hoa Kỳ
Nội các Hoa Kỳ là cơ quan tư vấn chính thức của tổng thống Hoa Kỳ. Nội các thường họp tại Phòng Nội các ở Cánh Tây của Nhà Trắng. Tổng thống chủ trì phiên họp Nội các nhưng không phải là thành viên Nội các. Phó tổng thống Hoa Kỳ là thành viên Nội các theo luật định. Các bộ trưởng là thành viên Nội các và các quyền bộ trưởng cũng được tham gia phiên họp Nội các bất kể họ có được tổng thống đề cử hay không. Là thủ trưởng các cơ quan liên bang, các thành viên Nội các phụ trách điều hành cơ quan của mình và có toàn quyền kiểm soát đối với các cơ quan của mình. Tổng thống có quyền chỉ định thủ trưởng các cơ quan khác và các thành viên Văn phòng điều hành của Tổng thống không được Thượng viện phê chuẩn làm thành viên Nội các.
Nội các không có quyền hạn độc lập và không làm việc theo chế độ tập thể. Nội các có 26 thành viên: phó tổng thống, 15 bộ trưởng và 10 quan chức cấp Nội các. Ngoại trừ phó tổng thống và chánh văn phòng Nhà Trắng, tất cả thành viên Nội các phải được Thượng viện phê chuẩn. Trong phiên họp Nội các, các thành viên ngồi theo thứ tự mà cơ quan của họ được thành lập, thủ trưởng cơ quan lâu đời nhất ngồi gần tổng thống nhất và thủ trưởng cơ quan mới nhất ngồi xa nhất. Tất cả các thành viên Nội các đều báo cáo trực tiếp với tổng thống.
Thành viên Nội các giữ chức vụ tùy ý của tổng thống và có thể bị miễn nhiệm bất cứ lúc nào mà không cần sự chấp thuận của Thượng viện hoặc bị tước tư cách thành viên Nội các (phó tổng thống Hoa Kỳ là thành viên Nội các theo luật định). Tổng thống có thể trao quyền rộng rãi cho các thủ trưởng. Về mặt pháp lý, một thành viên Nội các có quyền hành động trái với ý muốn của tổng thống nhưng trên thực tế điều này hiếm khi xảy ra do nguy cơ bị miễn nhiệm. Tổng thống cũng quyết định cơ cấu tổ chức của Nội các, chẳng hạn như thành lập các ủy ban. Là một quan chức liên bang, các thành viên Nội các có thể bị Hạ viện luận tội và bị Thượng viện bãi nhiệm vì "tội phản quốc, tội nhận hối lộ hoặc các tội nghiêm trọng khác".
Nội các không được chính thức quy định tại Hiến pháp Hoa Kỳ mà được suy ra từ khoản 1, Mục 2, Điều II quy định các quan chức chính của các bộ có nhiệm vụ tư vấn cho tổng thống. Ngoài ra, Tu chính án 25 quy định phó tổng thống và quá nửa số thủ trưởng các bộ hành chính có quyền tuyên bố tổng thống không làm việc được. Thủ trưởng các bộ hành chính nằm trong thứ tự kế nhiệm tổng thống nếu đủ điều kiện. Thành viên Nội các cấp cao nhất là bộ trưởng ngoại giao nhưng thành viên có quyền lực nhất là bộ trưởng quốc phòng.

## Lịch sử

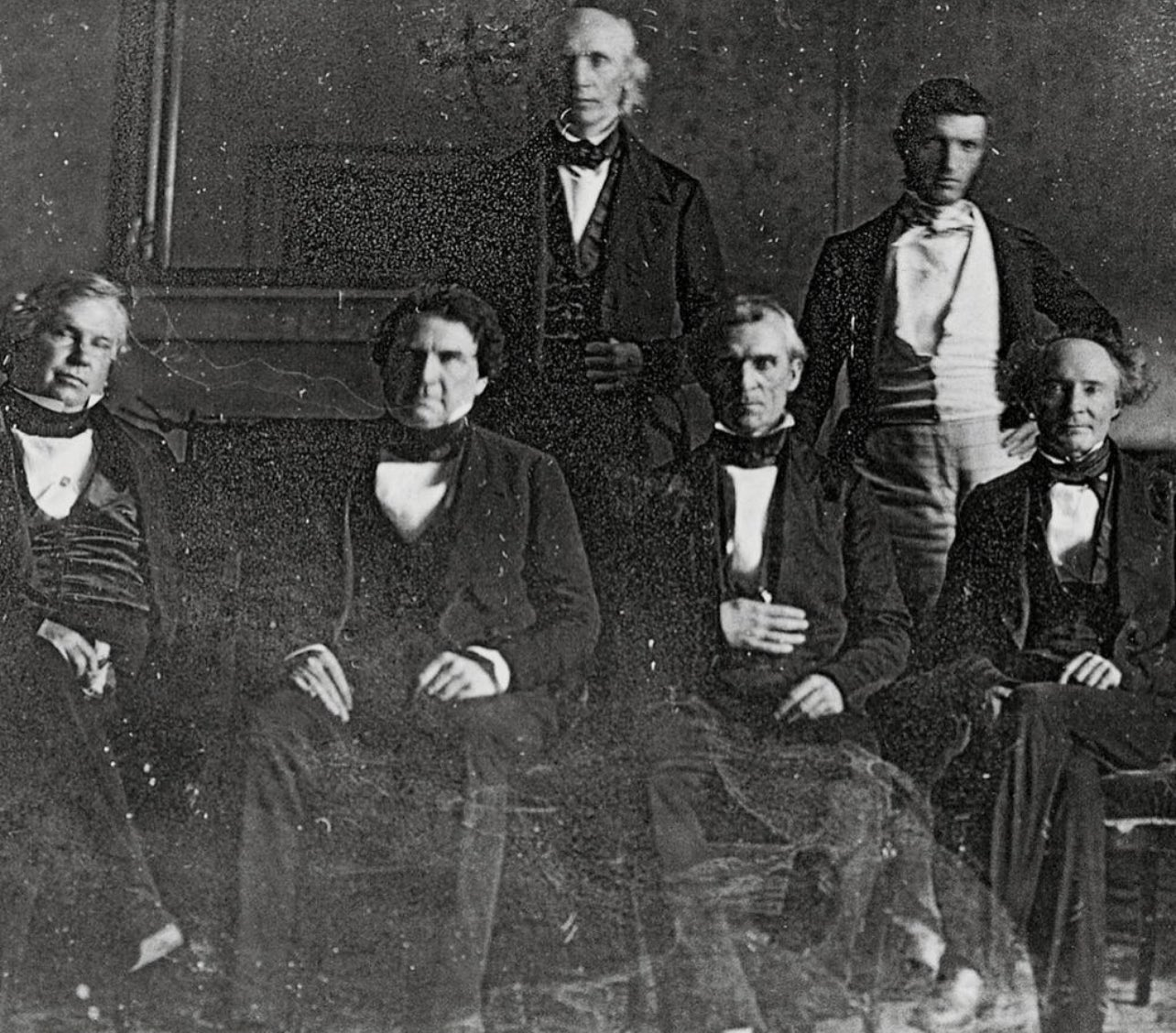
James K. Polk và Nội các vào năm 1846, là Nội các đầu tiên được chụp ảnh.

Nội các bắt nguồn từ các cuộc tranh luận tại Hội nghị Lập hiến về việc tổng thống sẽ giữ độc quyền hành pháp hay làm việc với nội các hoặc viện cơ mật. Kết quả là Hiến pháp trao quyền hành pháp cho riêng tổng thống và cho phép—nhưng không bắt buộc—tổng thống "lấy ý kiến bằng văn bản của quan chức chính trong mỗi bộ hành chính về bất kỳ vấn đề nào liên quan đến nhiệm vụ của cơ quan của họ". Hiến pháp không quy định số lượng, chức năng hoặc nhiệm vụ của các bộ hành chính.
Nội các được George Washington thành lập lần đầu tiên và đã trở thành một phần của chính phủ. Nội các của Washington gồm năm thành viên: chính ông, Bộ trưởng Ngoại giao Thomas Jefferson, Bộ trưởng Ngân khố Alexander Hamilton, Bộ trưởng Chiến tranh Henry Knox và Bộ trưởng Tư pháp Edmund Randolph. Phó Tổng thống John Adams không được tham gia Nội các vì chức vụ này ban đầu được coi là một quan chức lập pháp (chủ tịch Thượng viện). Ngoài ra, cho đến khi William Henry Harrison qua đời vào năm 1841, vấn đề phó tổng thống sẽ trở thành tổng thống hoặc chỉ giữ quyền tổng thống cho đến khi tổng thống mới được bầu xong trong trường hợp khuyết tổng thống vẫn chưa được giải quyết. Phải đến thế kỷ 20, phó tổng thống mới thường xuyên được tham gia Nội các và được coi là thành viên của chính phủ.
Các tổng thống sử dụng Nội các cho các mục đích khác nhau. Trong nhiệm kỳ của Abraham Lincoln, Bộ trưởng Ngoại giao William H. Seward đề xuất sử dụng Nội các theo thể chế đại nghị nhưng bị Lincoln bác bỏ. Khi còn là giáo sư, Woodrow Wilson cũng chủ trương mô hình Nội các theo thể chế đại nghị nhưng không thực hiện mô hình này sau khi trở thành tổng thống. Gần đây, Nội các bao gồm thêm các nhân viên chủ chốt của Nhà Trắng bên cạnh các bộ trưởng và thủ trưởng các cơ quan. Tổng thống Ronald Reagan thành lập bảy tiểu ban Nội các để xem xét nhiều vấn đề chính sách và các tổng thống sau này duy trì việc đó.

## Quy định pháp luật liên bang
Theo 5 U.S.C. § 3110 (còn được gọi là Luật Phòng, chống gia đình trị liên bang 1967), quan chức liên bang không được bổ nhiệm người trong gia đình trực hệ vào một số chức vụ, bao gồm những vị trí trong Nội các.
Luật Cải cách bổ khuyết chức danh liên bang 1998 quy định có thể bổ nhiệm quyền thủ trưởng cơ quan liên bang trong số nhân viên của cơ quan, ví dụ như nhân viên cấp cao hiện tại, người được chính quyền sắp mãn nhiệm bổ nhiệm hoặc người cấp thấp được chính quyền bổ nhiệm.

## Quy trình bổ nhiệm

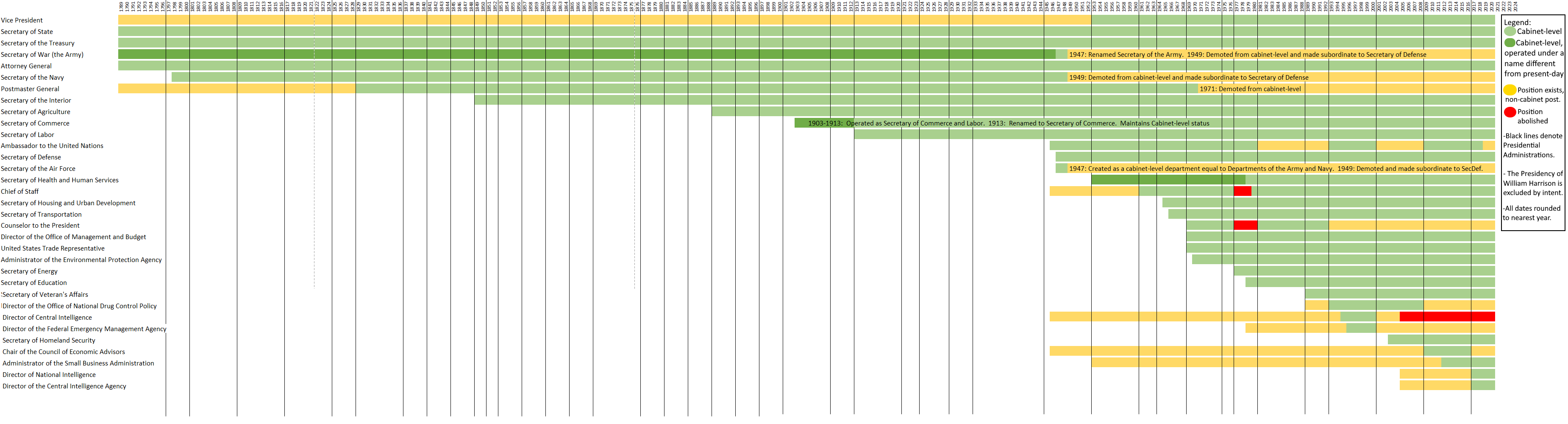
Thành phần lịch sử của Nội các Hoa Kỳ theo năm

Các bộ trưởng và thủ trưởng các cơ quan liên bang khác được tổng thống đề cử lên Thượng viện phê chuẩn theo quá nửa số thượng nghị sĩ. Trước khi lựa chọn hạt nhân được sử dụng tại Quốc hội khóa 113, việc phê chuẩn có thể bị trì hoãn vô thời hạn bằng thủ tục tranh luận câu giờ trừ phi ít nhất ba phần năm số thượng nghị sĩ biểu quyết chấm dứt tranh luận. Nếu được phê chuẩn thì họ sẽ nhận giấy ủy nhiệm và tuyên thệ nhậm chức để bắt đầu thực hiện nhiệm vụ của mình. Khi Thượng viện không họp, tổng thống có quyền bổ nhiệm quyền bộ trưởng vào đầu nhiệm kỳ của họ.
Phó tổng thống không phải được Thượng viện phê chuẩn và chánh văn phòng Nhà Trắng là một vị trí nhân viên của Văn phòng điều hành của Tổng thống do tổng thống bổ nhiệm.
| Chức danh                                           | Ủy ban xem xét phê chuẩn của Thượng viện                                                      |
| --------------------------------------------------- | --------------------------------------------------------------------------------------------- |
| Bộ trưởng Ngoại giao                                | Ủy ban Đối ngoại                                                                              |
| Bộ trưởng Ngân khố                                  | Ủy ban Tài chính                                                                              |
| Bộ trưởng Quốc phòng                                | Ủy ban Dịch vụ Vũ trang                                                                       |
| Bộ trưởng Tư pháp                                   | Ủy ban Tư pháp                                                                                |
| Bộ trưởng Nội vụ                                    | Ủy ban Năng lượng và Tài nguyên thiên nhiên                                                   |
| Bộ trưởng Nông nghiệp                               | Ủy ban Nông nghiệp, Dinh dưỡng và Lâm nghiệp                                                  |
| Bộ trưởng Thương mại                                | Ủy ban Thương mại, Khoa học và Vận tải                                                        |
| Bộ trưởng Lao động                                  | Ủy ban Y tế, Giáo dục, Lao động và Lương hưu                                                  |
| Bộ trưởng Y tế và Dịch vụ nhân sinh                 | Ủy ban Tài chính (chính thức) Ủy ban Y tế, Giáo dục, Lao động và Lương hưu (tham khảo ý kiến) |
| Bộ trưởng Gia cư và Phát triển đô thị               | Ủy ban Ngân hàng, Gia cư và Các vấn đề đô thị                                                 |
| Bộ trưởng Giao thông                                | Ủy ban Thương mại, Khoa học và Vận tải                                                        |
| Bộ trưởng Năng lượng                                | Ủy ban Năng lượng và Tài nguyên thiên nhiên                                                   |
| Bộ trưởng Giáo dục                                  | Ủy ban Y tế, Giáo dục, Lao động và Lương hưu                                                  |
| Bộ trưởng Cựu chiến binh                            | Ủy ban Các vấn đề cựu chiến binh                                                              |
| Bộ trưởng An ninh nội địa                           | Ủy ban An ninh nội địa và Các vấn đề chính phủ                                                |
| Đại diện thương mại                                 | Ủy ban Tài chính                                                                              |
| Giám đốc Tình báo Quốc gia                          | Ủy ban chuyên trách Tình báo                                                                  |
| Giám đốc Cục Quản lý Hành chính và Ngân sách        | Ủy ban Ngân sách                                                                              |
| Giám đốc Văn phòng Chính sách khoa học và công nghệ | Ủy ban Thương mại, Khoa học và Vận tải                                                        |
| Cục trưởng Cục Bảo vệ Môi sinh                      | Ủy ban Môi trường và Công chính                                                               |
| Cục trưởng Cục Quản lý doanh nghiệp nhỏ             | Ủy ban Doanh nghiệp nhỏ và Doanh nhân                                                         |

### Lương
Mức lương của các bộ trưởng và hầu hết các quan chức liên bang cấp cao khác ở cấp Nội các hoặc cấp dưới Nội các được quy định tại Bảng lương cấp bậc hành chính trong Chương 5 Bộ luật Hoa Kỳ, gồm năm bậc. 21 chức danh, bao gồm các bộ trưởng và những chức danh khác, nhận mức lương bậc I, được liệt kê tại 5 U.S.C. § 5312, và 46 chức danh nhận mức lương bậc II (bao gồm cả hai vị trí thứ trưởng của các bộ), được liệt kê tại 5 U.S.C. § 5313. Tính đến  tháng 1 năm 2023, mức lương bậc I hàng năm là 235.600 đô la Mỹ.
Mức lương hàng năm của phó tổng thống là 235.300 đô la Mỹ, được quy định tại Luật Cải cách tiền lương Chính phủ 1989 và có điều chỉnh chi phí sinh hoạt. Là chủ tịch Thượng viện, phó tổng thống nhận cùng mức lương hưu như các nghị sĩ Quốc hội khác.

## Chức danh Nội các và cấp Nội các hiện tại
Những thành viên Nội các sau đây được Tổng thống Donald Trump đề cử và đã được Thượng viện phê chuẩn vào ngày được nêu hoặc đang giữ chức vụ tạm quyền theo yêu cầu của Trump trong khi chờ Thượng viện phê chuẩn người được ông đề cử.

### Phó tổng thống và các bộ trưởng
Nội các gồm phó tổng thống và 15 bộ trưởng, được liệt kê sau đây theo thứ tự kế nhiệm tổng thống. Chủ tịch Hạ viện và chủ tịch Thượng viện tạm quyền đúng sau phó tổng thống và trước bộ trưởng ngoại giao trong thứ tự kế nhiệm nhưng không phải là thành viên Nội các.
| Chức danh (Cơ sở pháp lý)                                                                                  | Đương nhiệm           | Nhậm chức                |
| --- | --------------------- | ------------------------ |
| Phó Tổng thống (khoản I Điều II Hiến pháp Hoa Kỳ)                                                          | J.D. Vance            | Ngày 20 tháng 1 năm 2025 |
| Bộ trưởng Ngoại giao (22 U.S.C. § 2651a)                                                                   | Marco Rubio           | Ngày 21 tháng 1 năm 2025 |
| Bộ trưởng Ngân khố (31 U.S.C. § 301)                                                                       | Scott Bessent         | Ngày 28 tháng 1 năm 2025 |
| Bộ trưởng Quốc phòng (10 U.S.C. § 113)                                                                     | Pete Hegseth          | Ngày 25 tháng 1 năm 2025 |
| Bộ trưởng Tư pháp (28 U.S.C. § 503)                                                                        | Pam Bondi             | Ngày 5 tháng 2 năm 2025  |
| Bộ trưởng Nội vụ (43 U.S.C. § 1451)                                                                        | Doug Burgum           | Ngày 1 tháng 2 năm 2025  |
| Bộ trưởng Nông nghiệp (7 U.S.C. § 2202)                                                                    | Brooke Rollins        | Ngày 13 tháng 2 năm 2025 |
| Bộ trưởng Thương mại (15 U.S.C. § 1501)                                                                    | Howard Lutnick        | Ngày 21 tháng 2 năm 2025 |
| Bộ trưởng Lao động (29 U.S.C. § 551)                                                                       | Lori Chavez-DeRemer   | Ngày 11 tháng 3 năm 2025 |
| Bộ trưởng Y tế và Dịch vụ nhân sinh (Reorganization Plan No. 1 of 1953, 67 Stat. 631 and 42 U.S.C. § 3501) | Robert F. Kennedy Jr. | Ngày 13 tháng 2 năm 2025 |
| Bộ trưởng Gia cư và Phát triển đô thị (42 U.S.C. § 3532)                                                   | Scott Turner          | Ngày 5 tháng 2 năm 2025  |
| Bộ trưởng Giao thông (49 U.S.C. § 102)                                                                     | Sean Duffy            | Ngày 28 tháng 1 năm 2025 |
| Bộ trưởng Năng lượng (42 U.S.C. § 7131)                                                                    | Chris Wright          | Ngày 3 tháng 2 năm 2025  |
| Bộ trưởng Giáo dục (20 U.S.C. § 3411)                                                                      | Linda McMahon         | Ngày 3 tháng 3 năm 2025  |
| Bộ trưởng Cựu chiến binh (38 U.S.C. § 303)                                                                 | Doug Collins          | Ngày 5 tháng 2 năm 2025  |
| Bộ trưởng An ninh nội địa (6 U.S.C. § 112)                                                                 | Kristi Noem           | Ngày 25 tháng 1 năm 2025 |

### Chức danh cấp Nội các
Tổng thống có quyền chỉ định những quan chức khác làm thành viên Nội các. Những chức danh cấp Nội các có thể thay đổi tùy theo từng tổng thống và không nằm trong thứ tự kế nhiệm tổng thống.
| Chức danh | Đương nhiệm            | Nhậm chức                |
| --- | ---------------------- | ------------------------ |
| Chánh văn phòng Nhà Trắng (Pub.L. 76–19, 53 Stat. 561, ban hành tháng 4 3, 1939, Bản mẫu:Executive Order, Bản mẫu:Executive Order, Bản mẫu:Executive Order) | Susie Wiles            | Ngày 20 tháng 1 năm 2025 |
| Cục trưởng Cục Bảo vệ Môi sinh (5 U.S.C. § 906, Bản mẫu:Executive Order)                                                                                    | Lee Zeldin             | Ngày 29 tháng 1 năm 2025 |
| Giám đốc Cục Quản lý Hành chính và Ngân sách (31 U.S.C. § 502, Bản mẫu:Executive Order, Bản mẫu:Executive Order, Bản mẫu:Executive Order)                   | Russell Vought         | Ngày 7 tháng 2 năm 2025  |
| Giám đốc Tình báo Quốc gia (50 U.S.C. § 3023) | Tulsi Gabbard          | Ngày 12 tháng 2 năm 2025 |
| Giám đốc Cơ quan Tình báo Trung ương (50 U.S.C. § 3036) | John Ratcliffe         | Ngày 23 tháng 1 năm 2025 |
| Đại diện Thương mại (19 U.S.C. § 2171) | Jamieson Greer         | Ngày 27 tháng 2 năm 2025 |
| Đại sứ Hoa Kỳ tại Liên Hợp Quốc (22 U.S.C. § 287) | Dorothy Shea Tạm quyền | Ngày 20 tháng 1 năm 2025 |
| Cục trưởng Cục Quản lý doanh nghiệp nhỏ (15 U.S.C. § 633)                                                                                                   | Kelly Loeffler         | Ngày 20 tháng 2 năm 2025 |

## Các bộ hành chính và bộ cấp Nội các cũ
- Bộ Chiến tranh (1789–1947), do bộ trưởng chiến tranh đứng đầu, được đổi tên thành Bộ Lục quân theo Luật An ninh quốc gia 1947.
- Bộ Hải quân (1798–1949), do bộ trưởng hải quân đứng đầu, trở thành một cơ quan trực thuộc Bộ Quốc phòng.
- Bộ Bưu điện (1829–1971), do bộ trưởng bưu điện đứng đầu, được cải tổ thành Bưu điện Hoa Kỳ, một cơ quan độc lập.
- Cơ quan Quân sự Quốc gia (1947–1949), do bộ trưởng quốc phòng đứng đầu, được thành lập theo Luật An ninh quốc gia 1947 và được tái lập thành Bộ Quốc phòng vào năm 1949.
- Bộ Lục quân (1947–1949), do bộ trưởng lục quân đứng đầu, trở thành một cơ quan trực thuộc Bộ Quốc phòng.
- Bộ Không quân (1947–1949), do bộ trưởng không quân đứng đầu, trở thành một cơ quan trực thuộc Bộ Quốc phòng.

## Chức danh từng được thăng lên cấp Nội các
- Phó tổng thống (1921–1923, 1929–nay)[10]
- Đại sứ Hoa Kỳ tại Liên Hợp Quốc (1953–1989, 1993–2001, 2009–2018, 2021–nay)
- Giám đốc Cục Quản lý Hành chính và Ngân sách (1953–1961, 1969–nay)
- Chánh văn phòng Nhà Trắng (1953–1961, 1974–1977, 1993–nay)
- Cố vấn của Tổng thống (1969–1977, 1981–1985, 1992–1993): Một chức danh được các cố vấn chính trị cấp cao của tổng thống Hoa Kỳ và các thành viên cấp cao của Văn phòng điều hành của Tổng thống sử dụng kể từ thời Nixon.[11] Những cố vấn của Tổng thống tham gia Nội các bao gồm Daniel Patrick Moynihan, Donald Rumsfeld và Anne Armstrong.
- Cố vấn Nhà Trắng (1974–1977)
- Đại diện Thương mại Hoa Kỳ (1975–nay)
- Chủ tịch Hội đồng tư vấn kinh tế (1977–1981, 1993–2001, 2009–2017, 2021–nay)
- Cố vấn An ninh quốc gia (1977–1981)
- Giám đốc Tình báo Trung ương (1981–1989, 1995–2001)[12][13]
- Cục trưởng Cục Bảo vệ Môi sinh (1993–nay)
- Giám đốc Văn phòng Chính sách phòng, chống ma túy quốc gia (1993–2009)[14][15]
- Cục trưởng Cục Quản lý doanh nghiệp nhỏ (1994–2001, 2012–nay)
- Giám đốc Cơ quan Quản lý tình trạng khẩn cấp liên bang (1996–2001): Được thành lập như một cơ quan độc lập vào năm 1979, được thăng lên cấp Nội các vào năm 1996[16] và bị hạ cấp bậc vào năm 2001.[17]
- Giám đốc Tình báo Quốc gia (2017–nay)
- Giám đốc Cơ quan Tình báo Trung ương (2017–2021, 2023–nay)
- Giám đốc Văn phòng Chính sách khoa học và công nghệ (2021–2025)